# Tanja Jost
Tanja Jost (* 26. April 1974 in Bad Nauheim) ist eine deutsche Politikerin (CDU). Sie ist seit 2024 Abgeordnete des Hessischen Landtags.

## Ausbildung und Beruf
Nach der mittlere Reife 1990 legte Jost 1993 das Wirtschaftsabitur an der Feldbergschule in Oberursel ab. Danach machte sie eine Ausbildung zur Industriekauffrau und studierte von 1995 bis 2000 Wirtschaftswissenschaften an der Justus-Liebig-Universität in Gießen. Ihr Studium schloss sie als Diplom-Kauffrau ab. Von 2000 bis 2003 war sie als Angestellte für eine Frankfurter Privatbank tätig. Seit 2003 leitet sie das Familienunternehmen ihrer Familie, die Jost medien GmbH & Co. KG in Rosbach vor der Höhe als Geschäftsführerin.
Jost ist Mitglied des Aufsichtsrates der Volksbank Mittelhessen eG.

## Politik
Tanja Jost ist seit 2015 Mitglied der CDU. Dort ist sie stellvertretende Vorsitzende des CDU-Stadtbezirks Bockenheim in Frankfurt am Main.
Bei der Wahl zum 21. Hessischen Landtag am 8. Oktober 2023 gewann Jost das Direktmandat im Wahlkreis Frankfurt am Main II gegen die bisherige Wahlkreisabgeordnete Miriam Dahlke (Bündnis 90/Die Grünen) mit 27,1 % der Erststimmen und zog in den Hessischen Landtag ein.
Im Hessischen Landtag ist sie stellvertretende Vorsitzende im Unterausschuss für Finanzcontrolling & Verwaltungssteuerung und zudem Fachsprecherin ihrer Fraktion für Kreativwirtschaft sowie für Integration und Gemeinwesen.